# Neukirnberg
Neukirnberg ist ein Stadtteil der oberbayerischen Kleinstadt Penzberg im Landkreis Weilheim-Schongau. Der Weiler liegt circa zwei Kilometer nordnordwestlich vom Penzberger Stadtkern zwischen den Stadtteilen Kirnberg und Nonnenwald.
Neukirnberg entstand ab 1802 – wie auch Maxkron – auf Wunsch des ersten bayerischen Königs Max I. Joseph als Ansiedlung von sogenannten „Landfahrern“ im Kirnberger Filz. Der Name wurde vom naheliegenden Kirnberger Hof übernommen.
Bis 1935 gehörte Neukirnberg zur römisch-katholischen Pfarrei Iffeldorf und seitdem zur Pfarrei Penzberg.
| Jahr | Einwohner | Gebäude (ab 1885 nur Wohngebäude) |
| ---- | --------- | --------------------------------- |
| 1818 | 9         | 2                                 |
| 1861 | 11        | 3                                 |
| 1871 | 23        | 4                                 |
| 1885 | 15        | 4                                 |
| 1900 | 35        | 4                                 |
| 1925 | 27        | 4                                 |
| 1950 | 26        | 4                                 |
| 1961 | 19        | 6                                 |
| 1966 | 16        |                                   |
| 1970 | 17        |                                   |
| 1987 | 7         | 4                                 |